# Нілов Геннадій Петрович
Геннадій Петрович Нілов (нар. 1 жовтня 1936, Луга, Ленінградська область, Російська РФСР, СРСР) — радянський і російський актор.

## Біографія
Геннадій Нілов народився 1 жовтня 1936 року в місті Лузі Ленінградської області. Батько був службовцем, мати — кухаркою.
Мати Геннадія Нілова — рідна сестра дружини Павла Петровича Кадочникова, тому після німецько-радянської війни сім'я Нілових деякий час жила в родині знаменитого актора. Саме в цей період Геннадій зацікавився професією актора. Навчаючись у школі, він керував драматичним гуртком, де сам ставив спектаклі, підбирав костюми і грим для виконавців. Одночасно захоплювався спортом, займаючись у спортивній школі Віктора Алексєєва, після закінчення якої отримав дев'ять розрядів у різних видах спорту.
У 9-річному віці Геннадій знявся в масовці в радянській художньої військовій драмі «Подвиг розвідника» (1947) режисера Бориса Барнета, головну роль в якому виконав його дядько — Павло Кадочников.
Потім, навчаючись на четвертому курсі інституту, Нілов знявся в епізодах фільмів «В твоїх руках життя» (1958), «Шинель» (1959) і «Піднята цілина» (1959—1961).
У 1959 році закінчив акторський факультет Ленінградського театрального інституту імені О. М. Островського (курс Леоніда Федоровича Макарьєва) і був прийнятий до штату кіностудії «Ленфільм», де відразу отримав головну роль (Іван Кондаков) в радянському художньому фільмі «Людина з майбутнім» (1960) режисера Миколи Розанцева.
Всесоюзну популярність і любов глядачів акторові принесла одна з головних ролей у відомій радянській кінокомедії режисера Генріха Оганесяна «Три плюс два» (1963) — роль фізика Степана Івановича Сундукова (Стьопа, «Сундук», «Доктор»).
У 1993 році, відпрацювавши на «Ленфільмі» тридцять чотири роки, Геннадій Нілов був звільнений за скороченням штату, після чого твердо вирішив завершити акторську кар'єру. Переїхав з дружиною з Санкт-Петербурга до міста Приозерськ Ленінградської області, де живе в своєму будиночку поруч з Ладозьким озером, насолоджується природою, рибалить.

## Родина
- Перша дружина — Світлана Миколаївна Жгун (5 вересня 1933 — 18 грудень 1997), радянська акторка театру й кіно.
- Друга дружина (з 14 лютого 1962 року по теперішній час[2] ) - Галина Панкратьївна Нілова, інженер-хімік.
  - Син — Антон Геннадійович Нілов, працює менеджером у фірмі з виробництва автомобільних шин.
  - Син — Олексій Геннадійович Нілов (нар.. 31 січня 1964), радянський і російський актор театру і кіно. Заслужений артист Російської Федерації (2006).
    - Внучка — Єлизавета Олексіївна Нілова (нар. 14 грудня 1985), актриса Академічного драматичного театру імені В. Ф. Коміссаржевської в Санкт-Петербурзі .
    - Онук — Дмитро Олексійович Нілов (нар. 1992), музикант-мультиінструменталіст[3][4].
    - Онук — Микита Олексійович Нілов[3] (нар. 2003 Москва)[4][5][6] .
- Дядько — Павло Петрович Кадочников (16 (29) липня 1915 — 2 травня 1988), радянський актор театру і кіно, кінорежисер, сценарист, педагог, лауреат трьох Сталінських премій (1948, 1949, 1951), народний артист СРСР (1979), Герой Соціалістичної Праці (1985).
- Брат двоюрідний — Петро Павлович Кадочников (27 грудня 1944 — 21 липень 1981), радянський актор.
- Племінниця — Наталя Петрівна Кадочникова (нар. 14 квітня 1969), актриса «N-театру» під керівництвом Олексія Нілова (2010—2012), художній керівник Творчої майстерні «Династія» імені Павла Кадочникова в Санкт-Петербурзі (з 2012 року).

## Фільмографія
1. 1947 — Подвиг розвідника — хлопчик (епізод)
2. 1958 — У твоїх руках життя
3. 1959 — Шинель
4. 1959- 1961 — Піднята цілина
5. 1960 — Людина з майбутнім — Іван Кондаков, шахтар, молодий винахідник
6. 1960 — Син Ірістон
7. 1961 — Найперші — Микола Андрійович, лікар-випробувач
8. 1962 — Перший м'яч (короткометражний) — Володя
9. 1963 — Три плюс два — Степан Іванович Сундуков (Стьопа, «Сундук», «Доктор»), фізик (доктор фізико-математичних наук)
10. 1964 — Пам'ятай, Каспар … — солдат з перебитою ключицею
11. 1964 — Слід в океані — Валерій Андрійович Кушля, лікар
12. 1965 — Музиканти одного полку — хлопець-могильник
13. 1965 — Перший відвідувач — Бубнов
14. 1965 — Третя молодість — Лев Іванов, артист балету
15. 1966 — Продавець повітря — Віктор Клименко, радянський геолог
16. 1967 — Першоросіяни — Мирон Климкович
17. 1968 — Ранок довгого дня — Снегін
18. 1968 — Снігуронька — Курилка
19. 1969 — Потрійна перевірка — Волошин
20. 1969 — Рокіровка в довгу сторону — шофер консульства
21. 1970 — Салют, Маріє! — Анджей, польський боєць-інтернаціоналіст
22. 1970 — Місія в Кабулі — Іван Колокольцев
23. 1971 — Море нашої надії — Юрченко
24. 1971 — Прощання з Петербургом
25. 1972 — У чорних пісках — комісар
26. 1974 — Нехай він залишиться з нами — тато
27. 1974 — Світло в кінці тунелю — Синіцин, полковник
28. 1974 — Іду за своїм курсом — моряк
29. 1974 — Сержант міліції — лікар
30. 1975 — Капітан Немо — Жорж Шейно
31. 1975 — Зірка привабливого щастя — Трубецькой
32. 1976 — Дума про Ковпака (фільм № 3 «Карпати, Карпати …») — Базима
33. 1976 — Мене це не стосується — Миколо Сергійовичу Кравченко, майор міліції
34. 1977 — Хто — за, хто — проти
35. 1980 — Кожен третій — Антонов
36. 1983 — Я тебе ніколи не забуду — Шустов
37. 1983 — Комбати (ТБ) — Зарапін, підполковник
38. 1986 — Турксіб
39. 1986 — Міст через життя (ТБ) — Лавр Дмитрович Проскуряков, професор
40. 1986 — На перевалі — Пахомов
41. 1987 — Біле прокляття — Пєтухов
42. 1987 — Поразка — Полтавський
43. 1988 — Операція «Вундерланд» — начальник розвідки
44. 1989 — Степан Сергійович (ТБ) — генерал-полковник
45. 1990 — Адвокат (назва в кінопрокаті — Вбивство на Монастирських ставках) — Федір Іванович Одинець, потерпілий
46. 1991 — Анна Карамазофф — майор КДБ
47. 1993 — Кінь білий — міністр
48. 1993 — Роман імператора — пан Летьо